# سطح الماء الجوفي
سطح الماء الجوفي أو وِفاض الماء (بالإنجليزية: water table)، هو السطح العلوي لمنطقة التشبع. منطقة التشبع هي حيث يتم تشبع مسام وكسور الأرض بالماء.
سطح الماء الجوفي هو السطح الذي يكون فيه رأس ضغط الماء مساويًا للضغط الجوي (حيث يكون قياس الضغط = 0). يمكن تصورها على أنها «سطح» المواد تحت السطحية المشبعة بالمياه الجوفية في محيط معين.